# We Are the Champions
We Are the Champions je singl britanskog rock-sastava Queen. Tekst je napisao Freddie Mercury. Singl je izdan 7. listopada 1977. Na "B" strani nalazi se Mayova "We Will Rock You". Pjesma se nalazi na albumu News of World iz 1976. godine. Mercury je pjesmu napisao 1975. godine, ali nije snimljena sve do 1977.
We Are the Champions je jedna od najpozantijih i najizvođenijh pjesama sastava i postala je svojevrsan atem. Pjesma se i dan danas izvodi na raznim sportskim događajima.
Mercury je 1978. izjavio: "Mislio sam na nogomet dok sam je pisao. Pretpostavljam da ju možete smatrati mojom verzijom "I Did It My Way"."

## Top ljestvica
| Zemlja     | Pozicija |
| ---------- | -------- |
| UK         | 2        |
| Irska      | 3        |
| USA        | 4        |
| Nizozemska | 27       |
| Norveška   | 6        |
| Njemačka   | 13       |
| Francuska  | 14       |
| Švedska    | 29       |

## Obrade
Pjesmu su obradili mnogi glazbenici, poput:
- Live 2 Love
- Scatman John
- Era
- Das Oath
- La Unión
- May, Taylor i Robbie Williams
- William Hung
- Gavin DeGraw
- Jean-Sébastien Lavoie
- Crazy Frog
- Dino Merlin

## Zanimljivost
May i Taylor su 2001. godine snimili verziju pjesme s Williamsom za potrebe filma "Legenda o Vitezu". Williams je snimio i glazbeni spot za pjesmu.
Glede toga John Deacon je iznio u javnosti vrlo negativne kritike. Deacon je izjavio: "To je jedna od najvećih pjesama ikad napisanih, i mislim da su je uništili. Ne želim biti zločest, ali recimo da Robbie Williams nije Freddie Mercury. Freddie nikada ne može biti zamijenjen, a pogotovo ga ne može zamijeniti on."

## Vanjske poveznice
- Tekst pjesme We are the Champions  Arhivirana inačica izvorne stranice od 16. ožujka 2007. (Wayback Machine)